# Bodnariv, Kaluș
Bodnariv (în ucraineană Боднарів) este o comună în raionul Kaluș, regiunea Ivano-Frankivsk, Ucraina, formată numai din satul de reședință.

## Demografie
Componența lingvistică a comunei Bodnariv
     Ucraineană (99,42%)
     Alte limbi (0,57%)
Conform recensământului din 2001, majoritatea populației comunei Bodnariv era vorbitoare de ucraineană (99,42%), existând în minoritate și vorbitori de alte limbi.